# Имерманис, Анатол Адольфович
Анатол Имерманис (латыш. Anatols Imermanis, Анатолий Адольфович Имерманис, 18 ноября 1914 — 13 ноября 1998) — латышский советский писатель, журналист и сценарист, автор остросюжетных, приключенческих и фантастических произведений. Заслуженный деятель культуры Латвийской ССР (1974).

## Биография
Анатол Имерманис родился в Москве в немецкоязычной еврейской семье беженцев из Курляндии. После Первой мировой войны учился в частной русской гимназии в Лиепае, затем на коммерческом факультете Английского института в Риге. Одновременно занимался на семинаре литературы и журналистики Рижского народного университета. После переворота 15 мая 1934 года за свою политическую деятельность Имерманис был арестован и три года провёл в заключении. С вхождением Латвии в состав СССР стал лидером одного из профсоюзов, редактором журнала, работал корреспондентом ряда газет.
С началом Великой Отечественной войны стал добровольцем Рабочего истребительного батальона, затем воевал в Латышской дивизии. После ранения стал корреспондентом дивизионной и фронтовой газет. После окончания войны работал корреспондентом газет и радио. С 1948 года на творческой работе. Свои произведения Имерманис создавал как один, так и в соавторстве с Гунаром Цирулисом.

## Произведения
- «Тобаго» меняет курс
- Спутник бросает тень
- Три дня в Криспорте
- Контрасты
- «24-25» не возвращается
- Гамбургский оракул
- Квартира без номера
- Пирамида Мортона
- Призраки отеля «Голливуд»
- Самолёты падают в океан
- Смерть под зонтом
- Товарищ маузер
- Сокровище шестого класса

## Фильмография
- «Тобаго» меняет курс
- 24-25 не возвращается

## Награды
- Орден «Знак Почёта» (03.01.1956)
- Орден Отечественной войны II степени (06.11.1985)[1]
- Заслуженный деятель культуры Латвийской ССР (1974)